# Maura Böckeler
Maura Böckeler OSB (* 16. Januar 1890 in Aachen als Theresia Böckeler; † 29. Oktober 1971 in Rüdesheim-Eibingen) war eine deutsche Benediktinerin, Schriftstellerin und Forscherin über Hildegard von Bingen.

## Leben und Wirken
Die Nichte des Stiftskapellmeisters am Aachener Dom Heinrich Böckeler und Tante des bekannten Kirchenmusikers Hans Sabel erlernte nach ihrer Aachener Schulzeit zunächst im belgischen Fouron-le-Comte, dem heutigen Voeren, die französische sowie anschließend in Cambridge die englische Sprache und schloss beide Studiengänge mit einem Examen ab. Sodann entschied sie sich ebenso wie drei ihrer Schwestern sowie zwei ihrer Brüder für eine klösterliche Lebensform und trat am 28. März 1913 als Postulantin in die Abtei St. Hildegard ein. Zur Einkleidung erhielt sie den Ordensnamen Maura und legte am 14. November 1914 die zeitliche Profess ab. Während dieser Zeit erlernte sie im Selbststudium Lateinisch und Griechisch und befasste sich anschließend vor allem mit dem Leben und den Werken Hildegards von Bingen (1098–1179), wozu ihr der Abt von Maria Laach, Ildefons Herwegen, ausdrücklich riet, der sie bei dieser Arbeit auch förderte. 1928 veröffentlichte Maura Böckeler ihre ersten Übersetzungen und Überarbeitungen, denen weitere stetig neu überarbeitete Auflagen folgten. Anfangs waren es noch Teilübersetzungen, die sich aber allmählich zu einem Gesamtwerk ergänzten und als Grundlage für weitere Forschungen und Publikationen über Hildegard von Bingen durch andere Hildegardisforscherinnen wie beispielsweise Barbara Newman (in „Sister of Wisdom“, 1987), Gertrud von le Fort (in „Die ewige Frau“, 1934) oder Edith Stein (in „Die Frau. Ihre Aufgabe nach Natur und Gnade“) dienen sollten. Besonders Sr. Adelgundis Führkötter OSB und Sr. Angela Carlevaris OSB bemühten sich etwa fünfzig Jahre später um eine weitere Überarbeitung der alten lateinischen kritischen Edition, eine Arbeit die Sr. Maura selbst stets als weiterhin notwendig angesehen hatte.
Während des Zweiten Weltkriegs waren die Benediktinerinnen der Abtei St. Hildegard gezwungen, ihr Kloster zu verlassen. Schwester Maura kam mit vielen ihrer Mitschwestern im Kloster Marienhaus, dem Mutterhaus der Franziskanerinnen von der allerseligsten Jungfrau Maria von den Engeln, in Waldbreitbach unter. Dort begann sie mit Studien über deren Ordensgründerin Mutter Rosa Flesch (1826–1906, 2008 seliggesprochen) und sammelte dazu umfangreiches Material, das sie nach dem Krieg und ihrer Rückkehr nach Eibingen in ihrem Werk "Die Macht der Ohnmacht" veröffentlichte. Dieses Buch widmete sie ihrem Exilkloster Marienhaus als aufrichtigen Dank für die gewährte Zuflucht in schwieriger Zeit. Schwerpunktmäßig arbeitete sie jetzt aber erneut an ihren Forschungen, Übersetzungen und Veröffentlichungen über Hildegard von Bingen, welche nach ihrem Tod 1971 zum Teil von ihrer Mitschwester Walburga Storch und anderen fortgeführt wurden.
Schwester Maura Böckeler war nicht nur zu einer der bedeutendsten Hildegardisforscherinnen, sondern auch auf dem Gebiet der Musik und der Malerei bewandert. So kamen zum einen ihre Kenntnisse der Alten Musik der Aufführung verschiedener Singspiele insbesondere über Hildegard von Bingen zugute, zum anderen unterstützte sie besonders die Kunstwerke des Landschaftsmalers Hanny Franke, der auf ihren Wunsch hin unter anderem ein gerettetes Gemälde mit einer Darstellung der letzten Äbtissin des alten Klosters Eibingen, Philippina von Guttenberg (1734–1804), restaurierte.

## Werke (Auswahl)
- Aufbau und Grundgedanke des Ordo Virtutum der heiligen Hildegard. In: Benediktinische Monatsschrift, Jg. 5 (1923), S. 300–310.
- Der heiligen Hildegard von Bingen Reigen der Tugenden Ordo Virtutum. Ein Singspiel. Musik von Prudentiana Barth. Sankt Augustinus, Berlin 1927.
- Das große Zeichen. Apokalypse 12, 1. Die Frau als Symbol göttlicher Wirklichkeit. Otto Müller, Salzburg 1941.
- Der Tröstergeist. Christophorus-Verlag, Freiburg im Breisgau 1948.
- Hildegard von Bingen: Wisse die Wege. Scivias. Nach dem Originaltext des illuminierten Rupertsberger Kodex ins Deutsche übertragen und bearbeitet von Maura Böckeler. Otto Müller, Salzburg 1954.
- Die Macht der Ohnmacht, Mutter Maria Rosa Flesch. Matthias-Grünewald-Verlag, Mainz 1962.